# 瓦尔克斯费尔德
瓦尔克斯费尔德是德国石勒苏益格－荷尔斯泰因州的一个市镇。总面积3.51平方公里，总人口177人，其中男性94人，女性83人（2011年12月31日），人口密度50人/平方公里。